# 大富士ゴルフクラブ
大富士ゴルフクラブ（だいふじゴルフクラブ）は、富士急グループの表富士観光株式会社が運営する、静岡県富士市今宮にあるゴルフ場である。

## 概要
1953年（昭和28年）10月28日、新たなゴルフ場の建設に向けて経営母体「表富士観光株式会社」を設立し、富士市、岳南鉄道株式会社が中心になって発起人会が開催された。ゴルフ場建設用地は、富士山南麓の原野の原生林である。北麓の青木ヶ原が有名だが、原野も溶岩地帯で、そのため今まで開発が行われなかった。
富士市の計画は、市民のための丸火自然公園を造ることで、その中心施設に「大富士ゴルフ場」を建設し、観覧車やロープウエイがある遊園地を造ることだった。ゴルフ場のコース設計は、丸毛信勝に依頼し、造成工事が着工された。丸毛は農学博士で、砂地に芝を張る技術を買われた。造成工事は難工事で、人力作業で溶岩を砕いたり岩の間の樹木を伐採したりの苦戦だった。
1954年（昭和29年）8月1日、6ホールの造成工事が完成し、開場された。静岡県内では3番目に古いゴルフ場である。翌1955年（昭和30年）には3ホールの造成工事が完成し、9ホール規模のゴルフ場が出来上がった。コース完成後、丸毛はブルトーザーを使わなかった貴重なコースと語った。自然の地形をそのままに生かしたアンジュレーションが自慢で、反対に平坦なライが一つもないコースである。
1960年（昭和35年）、9ホールを増設し、18ホール、6,010ヤード、パー72規模のゴルフ場が完成、自然に最も近くあるコースだった。その後、クラブ名の大富士ゴルフ場を「大富士ゴルフクラブ」に名称変更された。

## 所在地
〒417-0802 静岡県富士市今宮1243番地

## コース情報
- 開場日 - 1954年8月1日
- 設計者 - 丸毛 信勝
- 面積 - 660,000m2（約19.9万坪）
- コースタイプ - 丘陵コース
- コース - 18ホールズ、パー72、6,448ヤード、コースレート71.1
- フェアウェー - コウライ
- ラフ - ノシバ
- グリーン - 2グリーン、ベント
- ハザード ^ バンカー45、池が絡むホール1
- ラウンドスタイル - キャディ・セルフ選択可、乗用カート使用、1組4人原則、状況によりツーサム可
- 練習場 - 5打席30ヤード
- 休場日 - 定休日なし[2][3]

## ギャラリー
- コース - [4]
- ハウス - [5]

## 交通アクセス
鉄道
- JR東海道新幹線 - 新富士駅より タクシー利用約20分
- JR東海道本線・岳南線 - 吉原駅より タクシー利用約20分[6]

道路
- 新東名高速道路 - 新富士ICより 8km 約10分
- 東名高速道路 - 裾野ICより 15km 約25分[6]

## 関連文献
- 『ゴルフ場ガイド 東版』、2006-2007、「大富士ゴルフクラブ」、東京 ゴルフダイジェスト社、2006年5月、2021年4月15日閲覧
- 『美しい日本のゴルフコース BEAUTIFUL GOLF CULTURE IN JAPAN 日本のゴルフ110年記念 ゴルフは日本の新しい伝統文化である』、ゴルフダイジェスト社「美しい日本のゴルフコース」編纂委員会編、「富士南麓の原生林に遊園地とともに生まれた手造りコース」、東京 ゴルフダイジェスト社、2013年12月、2021年9月24日閲覧